# Danané
Danané, située à l'ouest de la Côte d'Ivoire, à proximité du Libéria et de la Guinée, est une ville nichée dans la région du Tonkpi, appartenant au district des montagnes. Sa population est estimée à près de 131 586 habitants en 2021.
La commune de Danané et son département, en quête du statut de région, abritent la population autochtone Dan, également appelée Yacouba, ainsi que d'autres groupes issus de la Côte d'Ivoire et de la sous-région.

## Origine
Créé en 1906 Fort Hittos renvoie à la localité de Danané. Le poste militaire a été fondé en 1906 par le lieutenant français Laurent,.
Danané à été érigé en commune, le 16 Octobre 1985. (décret de création n° 85-578 du 29 juillet 1985).

## Administration
Une loi de 1978 a institué 27 communes de plein exercice sur le territoire du pays.
| Date d'élection | Identité               | Parti | Qualité         | Statut |  |
| --------------- | ---------------------- | ----- | --------------- | ------ |  |
| 1985            | Zengbé Mathias         |       | Homme politique | élu    |  |
| 1990            | Dro Sieni Albert       | PDCI  | Homme politique | élu    |  |
| 1995            | Denis Diampleon        | FPI   | Homme politique | élu    |  |
| 2001            | Zengbé Mathias         |       | Homme politique | élu    |  |
| 2013            | Cissé Mamadou          | RHDP  | Homme politique | élu    |  |
| 2018            | Dr Ouattara Lacina     |       | Pharmacien      | élu    |  |
| septembre 2023  | Lacina Diabaté Khalifa |       | Cadre financier | élu    |  |

À la suite du décès de Zengbé Mathias, depuis 2002, Gbato Myamain Souleymane, 1er adjoint a été élu maire de Danané.
Une loi de 1978 a institué 27 communes de plein exercice sur le territoire du pays.
| Date d'élection | Identité               | Parti | Qualité         | Statut |
| --------------- | ---------------------- | ----- | --------------- | ------ |
| 2000            | Noutoua Youdé Célestin |       | Homme politique | élu    |

## Démographie
| 1975   | 1998   | 2010   | 2021    |
| ------ | ------ | ------ | ------- |
| 19 608 | 30 506 | 58 505 | 131 586 |

## Représentation politique
| Date d'élection | Identité         | Parti | Qualité         | Statut |
| --------------- | ---------------- | ----- | --------------- | ------ |
| 2001            | Dan Ouélo Michel | UDPCI | homme politique | élu    |

| Date d'élection | Identité          | Parti | Qualité         | Statut |
| --------------- | ----------------- | ----- | --------------- | ------ |
| 2001            | Oule Tia Séraphin | UDPCI | homme politique | élu    |

### Langues
Depuis l'indépendance, la langue officielle dans toute la Côte d'Ivoire est le français. La langue véhiculaire, parlée et comprise par la majeure partie de la population, est le Dioula mais la langue vernaculaire de la région est le Yacouba. Le français effectivement parlé dans la région, comme à Abidjan, est communément appelé le français populaire ivoirien ou français de dago qui se distingue du français standard par la prononciation et qui le rend quasi inintelligible pour un francophone non ivoirien. Une autre forme de français parlé est le nouchi, un argot parlé surtout par les jeunes et qui est aussi la langue dans laquelle sont écrits 2 magazines satiriques, Gbich! et Y a fohi. Le département accueillant de nombreux ivoiriens issus de toutes les régions du pays, toutes les langues vernaculaires du pays, environ une soixantaine, y sont pratiquées. On y pratique également beaucoup l'anglais en raison de la présence de nombreux ressortissants du Libéria et de Sierra Leone qui avaient fui les guerres civiles ayant ravagé leur pays.

## Limites et superficie
La commune de Danané est limitée à l’est par la sous-préfecture de Mahapleu (canton Oua), au nord par la sous préfecture de Kouan-Houle (canton Kale), au nord-est par la sous-préfecture de Daleu (canton Gourousse), au nord ouest au sud par le département de Zouan-Hounien. La commune de Danané couvre une superficie de 789 km2.

## Relief
À l’instar de toute la région ouest de la Côte d’Ivoire, le relief du territoire de la commune de Danané est très accidenté, laissant apparaître çà et là des collines granitiques, des vallées et de nombreux bas-fonds. Le sommet le plus important est le Mont Nimba.

## Climat
Le climat y est chaud et humide. La saison des pluies s’étend de 7 à 9 mois dans l’année. La pluviométrie atteignant quelquefois 1 676 mm d’eau.

## Végétation
La commune de Danané possède une végétation très abondante. Cette végétation qui conserve son caractère de forêt sempervirente, est menacée du fait de son exploitation abusive par les forestiers. Il faut ajouter à cela, les méfaits de l'agriculture itinérante. La SODEFOR (Société de développement forestier) est chargée de la gestion de cet important patrimoine, et de la mise en application de la nouvelle politique d’exploitation des périmètres forestiers. Cependant, il faut amener les populations à céder des terres pour le reboisement par une campagne de sensibilisation bien élaborée.

## Hygrométrie
La commune de Danané est arrosée par le fleuve Cavally, la rivière Ban et des rivières saisonnières très variées.

## Aspect historique et humain
La commune de Danané est originellement peuplée de Dan appelés communément Yacouba. La société dan est organisée en cantons ; chaque canton étant composé de plusieurs groupes comprenant eux-mêmes plusieurs villages. La commune de Danané couvre le canton Ouiné qui comprend les groupes suivants : Gonguiné, Sahapleu et Youpieu regroupant vingt-huit (28) villages auxquels sont rattachés des villages du canton Blosse. Le canton est dirigé par un chef de canton, le groupe par un chef de groupe et le village par un chef de village. Le choix des chefs se fait par des méthodes démocratiques (élections). Cela a pour inconvénient de rendre la chefferie très instable.

## Population
Conformément aux statistiques de 1998, la population de la commune de Danané est évaluée à 67 648 habitants dont 50 203 dans la ville. La guerre du Liberia, avec son afflux de réfugiés, a entraîné un accroissement de cette population.

## Peuplement
Les Dan, population autochtone du département de Danané, vivent en harmonie avec une population allogène et étrangère nombreuse. Les conditions de pédologie et de climat étant favorables aux cultures pérennes et vivrières, de nombreux allogènes et étrangers, à la recherche de bien-être, sont venus s’installer dans la commune de Danané. Ceux-ci sont essentiellement composés de Malinkés, de Burkinabés et de Guinéens. On dénombre également une population importante de réfugiés Libériens et Sierra-léonnais ayant fui la guerre dans leur pays respectif.

## Mouvement des populations
Le phénomène d’immigration qui se caractérisait par le départ des jeunes vers la ville en particulier, Abidjan et Man, semble s’être ralenti à quelque peu, à cause du chômage de plus en plus grandissant dans ces villes. Ces jeunes qui retournent au village en accroissent la population, réclament des terres pour s’adonner aux activités agro-pastorales et par effet d’entraînement, remettent en cause les contrats de location et de vente des terres passés avec les populations allogènes et étrangères. Cette situation, à terme, pourrait provoquer une réduction du contingent de populations allogènes et étrangères à la recherche de terre propice aux activités agricoles dans la commune de Danané.

## Religion
Corrélativement à l’hétérogénéité de la composition de sa population, coexiste une diversité de religion sur le territoire de la commune de Danané. Animistes, Chrétiens, Musulmans et autres croyances vivent en parfaite intelligence et l’autorité administrative se tenant à égale distance de toutes ces croyances, fait de la laïcité de l’État, une réalité.

## Sports
La ville compte un club de football, l'AS Lianes, qui évolue en MTN Ligue 2.

## Education
- École Primaire Catholique de Danané (District des Montagnes, Côte d’Ivoire) est une école, qui se trouve à proximité de l'Église Catholique Saint-Jean, ainsi que du commissariat de police "GENDARMERIE NATIONALE DE DANANÉ"
- Lycée Moderne Droh Bieu ex-Collège Municipal Danané 
- EPP (Ecole Primaire Publique) Houphouet ville
- Groupe scolaire Moribadougou (alias Dioulabougou)
- Collèges Les Lianes (collège d'enseignement secondaire privé) 
- Lycée Modernes Zengbé Mathias
- Groupe scolaire Gringleu
- Collège privé Kwadeba de  Danané
Danané possède aussi : une Inspection de l'Enseignement Primaire et Préscolaire.

## Santé
Danané abrite un hôpital général moderne, d'une capacité de 100 lits, inauguré le 22 décembre 2022 par le Premier Ministre Patrick Achi , et mis en service en janvier 2023. Cet établissement est équipé de services médicaux variés et d'équipements de pointe.
L'inauguration officielle de cet Hôpital, en présence de Pierre N'gou Dimba, Ministre de la Santé, de l'Hygiène Publique et de la Couverture Maladie Universelle.
A cette occasion, le Chef du Gouvernement, Patrick Achi, a offert une ambulance flambant neuve à l'établissement sanitaire inauguré.
Avec un financement de 24,9 milliards de francs CFA, l'Hôpital Général de Danané est bâti sur une surface totale de 10 400 m2, pour un terrain de 5,1 hectares. Ce joyau architectural est doté d'un plateau technique de pointe de dernière génération et intègre en son sein, 100 lits d'hospitalisation pour l'accueil des nombreux patients.
Ce centre de santé, dispose des services de consultations externes, des urgences, de la réanimation, des laboratoires (un de microbiologie et l'autre de biochimie-immunologie-hematologie), de 2 blocs chirurgicaux, de la stérilisation et de l'imagerie médicale. Les hospitalisations de la médecine, de la gynécologique-obstétriques, de pédiatrie, de la néonatalogie, de la maternité ainsi que celle de la chirurgie.
Concernant les équipements techniques, il est doté de deux centrales de production d'oxygène, permettant de s'affranchir de la problématique de la livraison des bouteilles, y compris deux groupes électrogènes de 200 KVA, pour une alimentation permanente en électricité. Il permettra aux usagers du département de Danané, de bénéficier des soins de qualité à moindre coût.

## Economie  / Industrie
L’économie de la localité de Danané repose aujourd’hui principalement sur l’activité agricole.
Une usine de caoutchouc bientôt à Danané. Cette usine aura une superficie de 15 ha. La société Côte d'Ivoire Kunrui Natural Rubber CO., LTD., filiale d’un groupe chinois spécialisé dans le caoutchouc, a obtenu l’autorisation officielle d’installer une usine de transformation d’hévéa dans la localité.

## Tourisme
À Danané, on peut assister à des danses et masques traditionnels.
Elle possède de nombreux atouts touristiques, notamment le pont de Lianes de LIEUPLEU

## Villes voisines
- Zouan-Hounien vers le Libéria ;
- Bin-Houyé vers le Libéria ;
- Man vers l'est ;
- Nzérékoré vers l'ouest, en Guinée ;
- Lola, en Guinée au nord ;
- Toulepleu au sud.